# Xochitlán Monte Negro
Xochitlán Monte Negro är en ort i Mexiko.   Den ligger i kommunen Texistepec och delstaten Veracruz, i den sydöstra delen av landet, 500 km öster om huvudstaden Mexico City. Xochitlán Monte Negro ligger 35 meter över havet och antalet invånare är 172.
Terrängen runt Xochitlán Monte Negro är platt. Runt Xochitlán Monte Negro är det ganska glesbefolkat, med 47 invånare per kvadratkilometer. Närmaste större samhälle är Cosoleacaque, 18,8 km nordost om Xochitlán Monte Negro. Trakten runt Xochitlán Monte Negro består till största delen av jordbruksmark.